# Doug Seegers
Douglas "Doug" Seegers, född 1952 i Setauket på Long Island, New York State, USA, är en amerikansk countryartist, gitarrist och låtskrivare. Han blev snabbt känd i Sverige genom medverkan i tv-programmet Jills veranda 2014.

## Biografi
Seegers växte upp på Long Island med föräldrar som var musiker i ett country & westernband. När han var åtta år gav sig fadern av med en annan kvinna. Den unge sonen lärde sig spela på en gammal gitarr och blev vid 14 års ålder medlem i ett lokalt band. Modern gifte om sig med en man med alkoholproblem och efter mycket bråk flyttade Doug Seegers efter skolan 1969 till "frigörelsetidens" New York, där han började spela på gatorna och på barer. Emellanåt spelade han i olika band, bland annat i Texas, gav ut en singel, bildade familj, skilde sig, hamnade i missbruksproblem, blev hemlös, flyttade runt millennieskiftet till Nashville, där han sedan hankade sig fram som gatumusiker. Han är även utbildad finsnickare, vilket han från och till har arbetat som fram till pensionen 2013; han har bland annat byggt egna gitarrer.
Han levde fattigt, bad en dag i desperation till Gud att få kraft att bli fri från missbruket och bestämde sig samtidigt för att bli nykter. Ett veckoslut kort därefter satt han som vanligt i ett gathörn i Nashville och spelade intill ett soppkök där han ofta åt, då han "blev upptäckt" av de svenska artisterna Jill Johnson och Magnus Carlson och produktionsteamet från Eyeworks på besök för en tv-inspelning av Sveriges Televisions Jills veranda. Han framförde sin låt "Going Down to the River", som artisterna uppskattade så mycket, att de erbjöd honom att direkt spela in låten i Johnny Cashs gamla studio och bygga mycket av programmet kring sig, sin låt och bakgrund.
I november 2017 kom Doug Seegers ut med sin självbiografi, Going Down to the River, på svenska. I boken, som är skriven tillsammans med journalisten Steve Eubanks, delar Seegers med sig av sin livshistoria. 

### Ny svenskstartad karriär

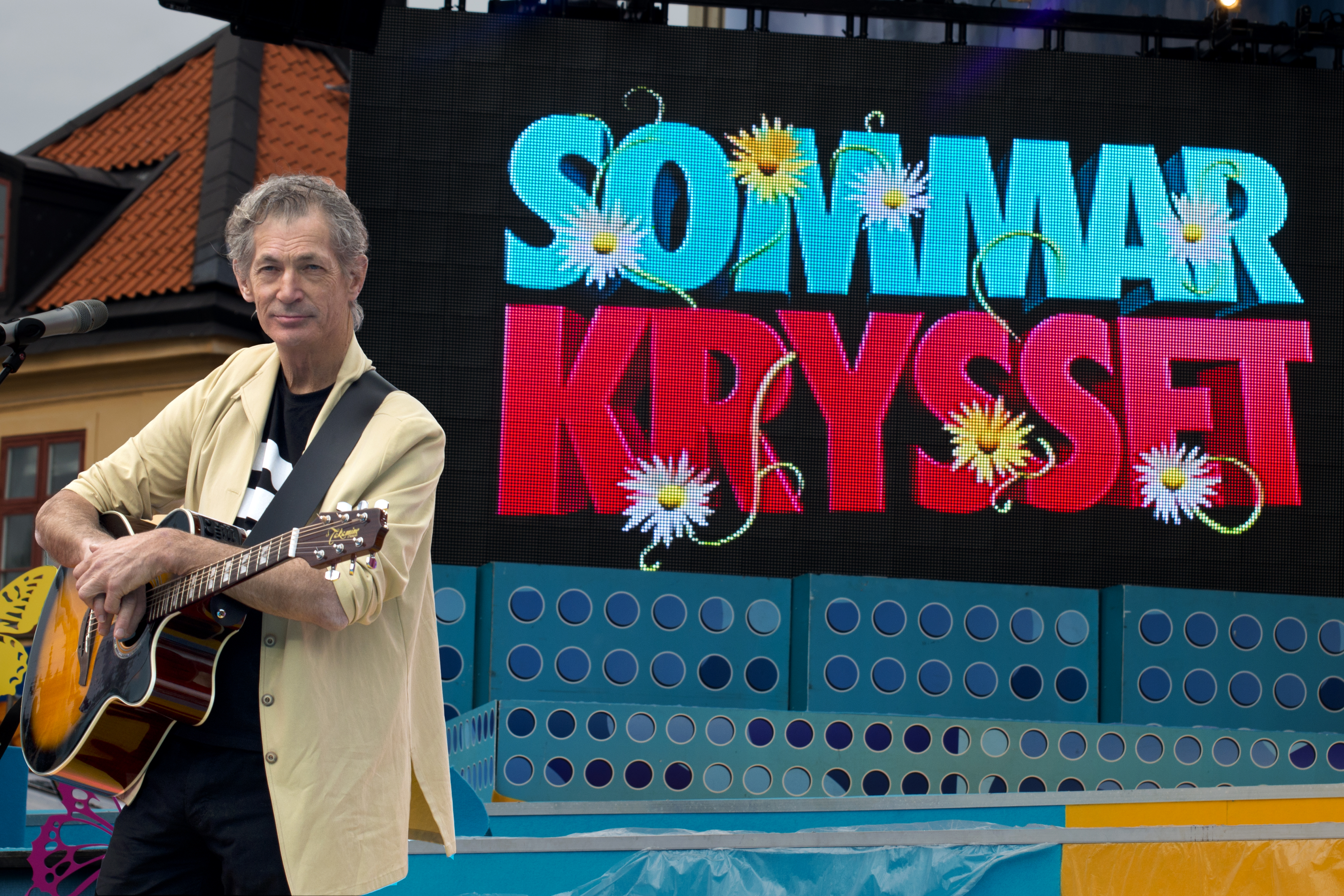
Doug Seegers besöker Sommarkrysset i Stockholm på Gröna Lund 2014.

Doug Seegers fick stort genomslag efter sin medverkan i programmet den 5 mars 2014. Seegers facebooksida gick från 200 fans till cirka 13 000 fans på ett dygn. Avsnittet var det mest sedda på SVT Play. Låten "Going Down to the River" låg 1 på iTunes topplista i 12 dagar i sträck. Låten återfanns på albumet Livemusiken från Jills veranda, Nashville, som placerade sig överst på Sverigetopplistan och sålde guld. 
Ett skivkontrakt med Lionheart Music Group resulterade i utgivningen av hans debutalbum med samma namn som singeln, Going Down to the River, och släpptes den 28 maj 2014. Albumet gästades av hans musikerkollega från 1970-talet Buddy Miller, som återknutit kontakten efter många år. Miller såg till att Emmylou Harris också medverkade på albumet och införde i egenskap av musikansvarig för amerikanska tv-serien Nashville Seegers musik även i den serien. Albumet producerades av Will Kimbrough. Albumet sålde guld (20 000 album) i början av augusti och har vid tre tillfällen nått första platsen på Sveriges officiella topplista (15 av hittills 18 veckor på topp 10). 
Seegers bokades för 70 utsålda spelningar en första vända i Sverige sommaren 2014, bland annat på festivalen Stockholm Music & Arts. Därefter har han fortsatt med totalt över 200 konserter i Sverige och från 2016 nordiska grannländer och medverkan i program som Allsång på Skansen, Lotta på Liseberg, Skavlan och Moraeus med mera.  I sista avsnittet av andra säsongen av Jills veranda (16 december 2015) medverkade Seegers återigen som gäst. I december 2015 släppts även hans julskiva, Let's All Go Christmas Caroling Tonight.
Going Down to the River släpptes i USA den 7 oktober 2014.

## Diskografi

### Album
| Titel                                   | Detaljer                                                                               | Högsta placering | Certifiering |
| Titel                                   | Detaljer                                                                               | SWE              | Certifiering |
| --------------------------------------- | -------------------------------------------------------------------------------------- | ---------------- | ------------ |
| Livemusiken från Jills veranda          | - Utgivningsdatum: mars 2014 - Skivbolag: Lionheart Music Group - Format: CD, download | 1                | Guld         |
| Going Down to the River                 | - Utgivningsdatum: 28 maj 2014 - Skivbolag: Lionheart Music Group - Format: CD         | 1                | Platina      |
| In Tandem (med Jill Johnson)            | - Utgivningsdatum: mars 2015 - Skivbolag: Lionheart Music Group - Format: CD           | 1                |              |
| Let's All Go Christmas Caroling Tonight | - Utgivningsdatum: december 2015 - Skivbolag: Lionheart Music Group - Format: CD       | 7                |              |

### Singlar
| Titel                     | Detaljer                                                                             | Högsta placering | iTunes |
| Titel                     | Detaljer                                                                             | SWE              | iTunes |
| ------------------------- | ------------------------------------------------------------------------------------ | ---------------- | ------ |
| "Going Down to the River" | - Utgivningsdatum: mars 2014 - Skivbolag: Lionheart Music Group - Format: download   | —                | 1      |
| "Daddy's Still Around"    | - Utgivningsdatum: november 2014 - Skivbolag: Capitol Music Group - Format: download | —                | 1      |